# Les Mots (album)
Les Mots è il primo album raccolta della cantante francese Mylène Farmer, pubblicato nel 2001 dalla Polydor Records.

## Il disco
Dopo 5 album studio pubblicati e più di 15 anni di carriera, la regina del pop francese decide nel 2001 di pubblicare il suo primo "Best Of", contenente i suoi singoli pubblicati a partire dal 1984, in ordine cronologico.
Nonostante i vari impegni (un tour appena chiuso, la produzione del primo album della sua creatura Alizée), Mylène ha il tempo di incidere 4 inediti da aggiungere all'album: L'Histoire d'une fée, c'est... (uscito pochi mesi prima di questo CD), Les Mots (in duetto col cantante inglese Seal), C'est une belle journée (dalle sonorità molto simili all'album di Alizée) e Pardonne-moi (il singolo di minore successo).
Il cofanetto venderà 1 500 000 copie in Francia, Belgio, Russia e Canada, risultando il Best Of più venduto di tutta la storia della musica francese e restando al primo posto delle chart per 6 settimane di fila.

## Tracce
CD1
1. Maman a tort
2. Plus grandir
3. Libertine
4. Tristana
5. Sans contrefaçon
6. Ainsi soit je...
7. Pourvu qu'elles soient douces
8. Sans logique
9. À quoi je sers...
10. La Veuve Noire
11. Désenchantée
12. Regrets
13. Je t'aime mélancolie
14. Beyond my control
15. Que mon cœur lâche

CD2
1. Les Mots
2. California
3. XXL
4. L'Instant X
5. Comme j'ai mal
6. Rêver
7. C'est une belle journée
8. L'Âme-Stram-Gram
9. Je te rends ton amour
10. Effets Secondaires
11. Souviens-toi du jour
12. Optimistique-moi
13. Innamoramento
14. L'Histoire d'une fée, c'est...
15. Pardonne-moi

## Singoli
- L'Histoire d'une fée, c'est...
- Les Mots
- C'est une belle journée
- Pardonne-moi